# Brauner Wasserpython
Der Braune Wasserpython (Liasis fuscus, lat. fuscus – braun, dunkel) ist eine Schlangenart aus der Familie der Pythons. Manche Autoren unterscheiden die Art nicht vom Timor-Wasserpython (Liasis mackloti).

## Merkmale
Mit einer Länge von 1,5 bis 2 Metern, in Einzelfällen bis 3 Metern, gehört der Braune Wasserpython zu den mittelgroßen Pythons. Der längliche Kopf ist nur undeutlich vom Hals abgesetzt. Kopf und Rücken sind braun bis graugrün, bei Exemplaren aus Neuguinea dunkelbraun bis schwarz. Kinn- und Kehle sind weiß, die Körperunterseite ist hellgrau bis gelb. Die Unterart Liasis fuscus jackyae unterscheidet sich von der Nominatunterart Liasis fuscus fuscus durch dunklere Oberlippenschilde. Ein Greifschwanz fehlt.
Der Frontal- und der Supraokularschild sind groß. Je Kopfseite sind je ein großer Loreal- und Postokularschild sowie zwei kleine Postokularschilde vorhanden. Es sind je zwei Paar Präfrontal- und zwei Paar Parietalschilde sowie ein Paar Interparietalschilde vorhanden. Der Internasalschild wird von einem kleinen, zur Rostrale gehörigen Schild geteilt. Es sind zehn bis zwölf Supralabialschilde, von denen der fünfte und sechste den Augenrand berühren, und 14 bis 17 Infralabialschilde, von denen drei bis vier Wärmesinnesgruben tragen, vorhanden. Der Rumpf weist 45 bis 48 Schuppenreihen, 271 bis 286 Ventralschilde, 72 bis 89 paarige Subkaudalschilde und einen ungeteilten Analschild auf.

## Verbreitung und Lebensraum
Der Braune Wasserpython kommt auf Neuguinea, im tropischen Norden Australiens sowie auf Cornwallis Island und auf Sir Charles Hardy Island vor. Die Art findet sich stets in der Nähe von Süßgewässern und fehlt in dauerhaft trockenen Gebieten.

## Lebensweise und Fortpflanzung
Der Braune Wasserpython lebt vorwiegend nachtaktiv und versteckt sich tagsüber unter Pflanzen oder in Erdspalten. Als Beutetiere dienen Kleinsäuger, Vögel, kleine Reptilien und junge Krokodile. Die Art gilt als wenig aggressiv und flieht bei Bedrohung bevorzugt ins Wasser.
Die Paarungszeit liegt in der Trockenzeit von Juli bis August, wobei die Männchen durch Umschlingungen und beißen um die Weibchen kämpfen. Die trächtigen Weibchen nehmen für etwa einen Monat bis zur Eiablage keine Nahrung zu sich. Die Gelege aus 3 bis 24 Eiern werden bevorzugt in verlassenen Erdlöcher von Waranen oder unter Baumwurzeln abgelegt. Bei der Ablage unter Baumwurzeln zeigen die Weibchen Brutpflege, indem sie sich um die Eier legen und diese teilweise durch Zittern erwärmen. Die etwa 30 cm langen Jungtiere schlüpfen nach etwa zwei Monaten.